# ميكلوس مولنار
ميكلوس مولنار (بالدنماركية: Miklos Molnar)‏ (مواليد 10 أبريل 1970) هو لاعب كرة قدم. يلعب مع منتخب الدنمارك لكرة القدم. سبق له أن لعب في كأس العالم لكرة القدم مع منتخب بلاده.

## روابط خارجية
- ميكلوس مولنار على موقع الاتحاد الدولي (مؤرشف)  (الإنجليزية)
- ميكلوس مولنار على موقع الدوري الأمريكي (الإنجليزية)
- ميكلوس مولنار على موقع قاعدة بيانات كرة القدم.إي يو (الإنجليزية)
- ميكلوس مولنار على موقع بيانات كرة القدم. دي إي (الألمانية)
- ميكلوس مولنار على موقع ناشيونال فوتبول تيمز (الإنجليزية)
- ميكلوس مولنار على موقع Soccerway.com (الإنجليزية)
- ميكلوس مولنار على موقع عالم كرة القدم.نت (الإنجليزية)
- ميكلوس مولنار على موقع أوليمبيديا (الإنجليزية)